# Peleteria prompta
Peleteria prompta är en tvåvingeart som först beskrevs av Johann Wilhelm Meigen 1824.  Peleteria prompta ingår i släktet Peleteria och familjen parasitflugor. Inga underarter finns listade i Catalogue of Life.